# Караган-Саатлы
Караган-Саатлы (азерб. Qarağan Saatlı) — село в Шамсабадском административно-территориальном округе Агдашского района Азербайджана.

## Этимология
Название происходит от слова «караган», означающего полынное поле и ойконима «Саатлы». Название означает «село Саатлы, расположенное в полынном поле»

## История
В 1926 году согласно административно-территориальному делению Азербайджанской ССР село относилось к дайре Ляки Геокчайского уезда.
После реформы административного деления и упразднения уездов в 1929 году был образован Шамсабадский сельсовет в Агдашском районе Азербайджанской ССР.
Согласно административному делению 1961 и 1977 года село Караган Саатлы входило в Шамсабадский сельсовет Агдашского района Азербайджанской ССР.
В 1999 году в Азербайджане была проведена административная реформа и внутри административно-территориального округа был учрежден Шамсабадский муниципалитет Агдашского района.

## География
Караган Саатлы расположен на берегу арыка Казыкумлакарх.
Село находится в 3 км от центра муниципалитета Шамсабад, в 12 км от райцентра Агдаш и в 234 км от Баку. Ближайшая железнодорожная станция — Ляки.
Село находится на высоте 34 метров над уровнем моря.

## Население
| Численность населения | Численность населения | Численность населения |
| 1985                  | 1999                  | 2009                  |
| --------------------- | --------------------- | --------------------- |
| 100                   | ↗140                  | ↘128                  |

Население преимущественно занимается растениеводством и животноводством.

## Климат
| Показатель                                             | Янв. | Фев. | Март | Апр. | Май  | Июнь | Июль | Авг. | Сен. | Окт. | Нояб. | Дек. | Год  |
| ------------------------------------------------------ | ---- | ---- | ---- | ---- | ---- | ---- | ---- | ---- | ---- | ---- | ----- | ---- | ---- |
| Средний суточный максимум, °C                          | 7,0  | 8,3  | 12,4 | 20,5 | 25,4 | 30,0 | 33,3 | 32,3 | 28,0 | 21,1 | 14,2  | 9,1  | 20,1 |
| Средняя температура, °C                                | 3,0  | 4,3  | 7,9  | 14,7 | 19,5 | 24,0 | 27,0 | 26,1 | 22,2 | 16,0 | 10,0  | 5,1  | 15,0 |
| Средний суточный минимум, °C                           | −0,9 | 0,3  | 3,5  | 8,9  | 13,6 | 18,0 | 20,8 | 19,9 | 16,4 | 10,9 | 5,9   | 1,2  | 9,9  |
| Норма осадков, мм                                      | 25   | 30   | 35   | 42   | 56   | 40   | 21   | 25   | 26   | 54   | 33    | 27   | 414  |
| Источник: http://en.climate-data.org/location/992259/6 |      |      |      |      |      |      |      |      |      |      |       |      |      |

Среднегодовая температура воздуха в селе составляет +15 °C. В селе семиаридный климат.

## Инфраструктура
В советское время близ села располагалась молочно-товарная ферма.